# Open de Belgique de tennis de table
L’Open de Belgique ITTF est une étape du Pro-tour de tennis de table organisée par la Fédération internationale de tennis de table.

## Palmarès
| Année Lieu | Simple messieurs      | Simple dames   | Double messieurs                  | Double dames                     |
| ---------- | --------------------- | -------------- | --------------------------------- | -------------------------------- |
| 2016       | Sathiyan Gnanasekaran | Georgina Pota  | Alexey Liventsov / Mikhail Paikov | Georgina Pota / Yulia Prokhorova |
| 2015       | Nima Alamian          | Suh Hyo-won    | Nima Alamian / Noshad Alamian     | Lin Ye / Zhou Yihan              |
| 2014       | Vladimir Samsonov     | Georgina Pota  | non disputé                       | non disputé                      |
| 2012       | Yannick Vostes        | Szandra Pergel | non disputé                       | non disputé                      |